# 中川放水路橋梁 (新金貨物線)

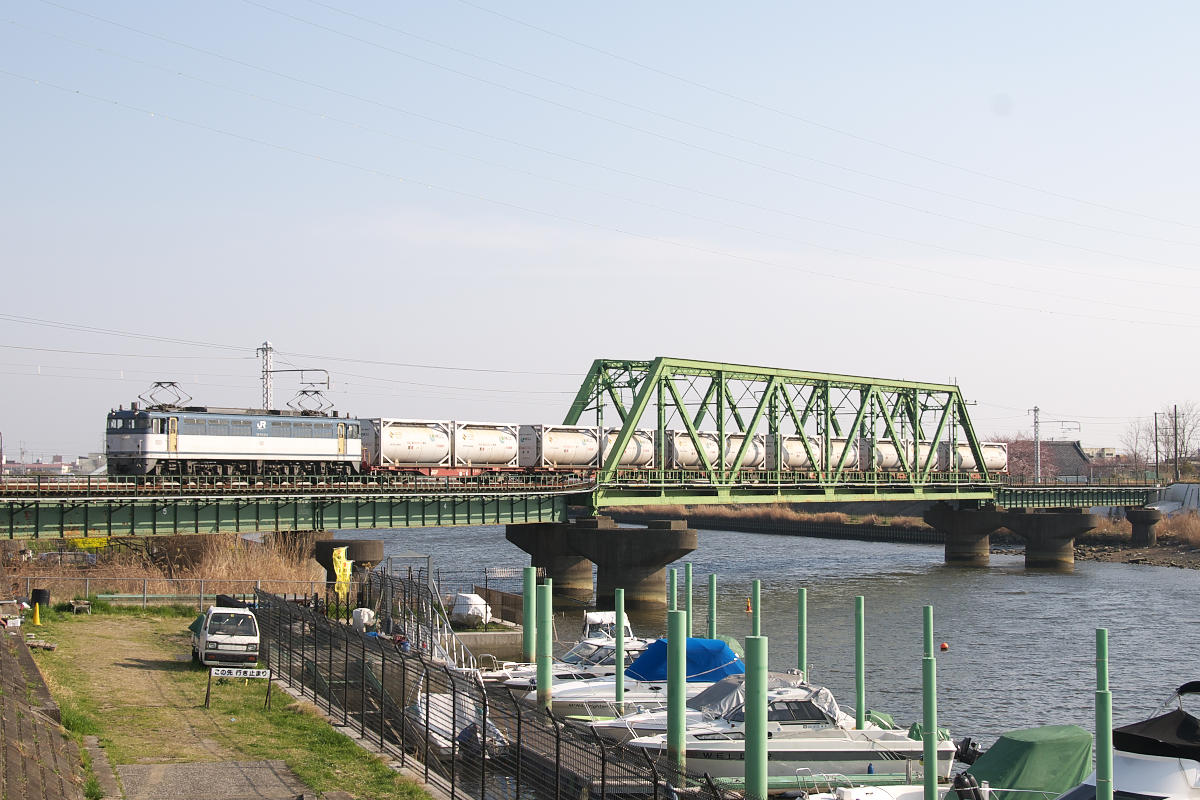
新金線・中川放水路橋梁と貨物列車（2007年3月）

中川放水路橋梁（なかがわほうすいろきょうりょう）は、新中川に架かる鉄道橋のひとつで、東日本旅客鉄道（JR東日本）新金線（総武本線貨物支線）を通し、新小岩信号場駅と金町駅の間に位置する。東岸は江戸川区西小岩二丁目、西岸が上一色三丁目に所在する。

## 新金線の歴史
新金線は、1926年（大正15年）総武本線の貨物支線として開通した。JR東日本の所管で日本貨物鉄道（JR貨物）が線路を借受けて貨物列車を運行している路線である。
全線にわたり単線であるが、複線の用地と橋脚は上流側に当初から確保されている。

## 橋梁の歴史
1959年（昭和34年）、新中川掘削工事により架橋された。橋梁名の「中川放水路」は、新中川のかつての河川名である。
鉄道橋としての歴史は古く、土木学会では歴史的鋼橋のひとつとされている。

## 諸元
- 種別 – 鋼鉄道橋
- 形式 – 1径間単線下路ワーレントラス橋、4径間単線上路プレートガーダー桁橋
- 橋床 – 開床
- 橋長 – 約155.0m
- 支間 – 62.4m（トラス部）
- 線数 – 単線
- 設計活荷重 – KS18
- 鋼重 – 176.568t
- 着工 – 1956年（昭和31年）
- 竣工 – 1959年（昭和34年）
- 起業者 – 国鉄
- 管理者 – JR東日本
- 橋梁製作 – 汽車製造

## 隣の橋
- 新中川

（上流） - 八剣橋 - 奥戸新橋 - 中川放水路橋梁 - 上一色橋 - 上一色中橋 - （下流）